# إدموند كينغ (لاعب كريكت)
إدموند كينغ (21 يناير 1907 في المملكة المتحدة - 11 سبتمبر 1990 في المملكة المتحدة) (بالإنجليزية: Edmund King)‏ هو لاعب كريكت بريطاني (وحمل سابقاً جنسية المملكة المتحدة لبريطانيا العظمى وأيرلندا). لعب مع نادي مقاطعة غلوستر للكريكت ‏.

## وصلات خارجية
- إدموند كينغ على موقع إي آس بي آن كريك إنفو (الإنجليزية)